# Scapania zemliae
Scapania zemliae là một loài rêu tản trong họ Scapaniaceae. Loài này được S.W. Arnell miêu tả khoa học lần đầu tiên năm.